# الأغلب بن عبد الله الأغلبي
الأغلب بن عبد الله بن إبراهيم بن الأغلب بن سالم بن عقال التميمي (190 هـ - 236 هـ / 805م - 850م) أمير وقائد من القادة الشجعان في الدولة الأغلبية، أبوه هو الملك عبد الله الأول بن إبراهيم الأغلبي ثاني ملوك الدولة الأغلبية، ولاه عمه الملك زيادة الله الأول الأغلبي أميراً على جزيرة صقلية عام (213 هـ/828م) وأستمر أميراً عليها حتى توفي فيها عام (236 هـ/850م) ، ودامت إمارته على الجزيرة أكثر من عشرين عاماً.

## نسبه ونشاته
هو الأمير الأغلب بن الملك عبد الله الثاني بن الملك إبراهيم بن الأمير الأغلب بن سالم بن عقال بن خفاجة بن عبّاد بن عبد اللّه بن محمّد بن سعد بن حرام بن سعد بن مالك بن سعد بن زيد مناة بن تميم بن مر الأغلبي السعدي التميمي.
ولد في طرابلس عام 190 هـ في عهد جده إبراهيم الأول بن الأغلب، وكان أبوه عبد الله الأول حينها أميراً على طرابلس من طرف أبيه، وبعد وفاة جده الملك إبراهيم الأول عام 196 هـ انتقل مع والده إلى القيروان عاصمة الدولة الأغلبية، وفي عام 213 هـ فوجهه عمه الملك زيادة الله الأول بن إبراهيم الأول إلى صقلية، فخرج إليها من القيروان في مراكب كثيرة ومعه الرجال والسلاح والخيل، وكان كريماً، جواداً، يكثر النفقة على رعيته ويزيد لهم في الأعطيات، فأمنت البلاد في زمانه، وكان له حروب على الروم في صقلية أذلهم فيها، وفتح كثيراً من حصونهم.